# 황새치자리 알파
황새치자리 알파(α Dor)는 남반구 하늘의 황새치자리에서 가장 밝게 보이는 쌍성이다. 연주시차 방법을 이용하여 측정한 결과 이 항성계까지의 거리는 약 169 광년 (52 파섹)이다.
이 쌍성의 전체 겉보기등급은 3.26에서 3.30 사이에서 변동하여 쌍성계 중에서 매우 밝은 부류에 들어간다. 이 계는 분광형 A의 거성과, 그 거성을 타원형 궤도를 그리면서 12일 주기로 공전하는 분광형 B의 준거성으로 이루어져 있다. 두 항성의 공전궤도상 거리는 근성점에서 2 천문단위, 원성점에서 17.5 천문단위이다. 주성 황새치자리 알파 A는 화학적으로 특이한 항성으로 대기에 실리콘이 비정상적으로 높게 함유되어 있어 규소별(Si star)로 분류된다.
황새치자리 알파로부터 77 초각 거리, 방위각 94° 위치에 안시 동반성 CCDM J04340-5503C이 있으나 두 별은 물리적으로 연결되어 있지 않다.